# Oecetis paranensis
Oecetis paranensis är en nattsländeart som beskrevs av Oliver S. Flint Jr. 1982. Oecetis paranensis ingår i släktet Oecetis och familjen långhornssländor. Inga underarter finns listade i Catalogue of Life.